# تربلارس أمريكي
تربلارس أمريكي (الاسم العلمي:Triplaris americana) هو نوع من النباتات يتبع جنس التربلارس من الفصيلة البطباطية.
يعتبر التربلارس الأمريكي نباتاً نملياً.